# Dosiades
Dosiades (en llatí Dosiadas, en grec Δωσιάδας) va ser un poeta grec nascut a  Rodes, autor de dos enigmàtics poemes que consten a l'Antologia grega. Els poemes descriuen un altar de forma complementària, i porten per títol Δωσιάδα βωμός (l'altar de Dosiades). El llenguatge d'aquests poemes és justament censurat per Llucià. L'època en què va viure és desconeguda.
Dosiades és un dels autors a qui se li atribueix el llibre Ωόν (l'ou), escrit sense gaires dubtes per Símmies de Rodes.